# حواست به من باشه
حواست به من باشه نام دهمین آلبوم استودیویی رضا صادقی است که در ۱۸ اسفند ماه سال ۱۳۹۹ منتشر کرده است. او در نوشته داخل جلد آلبوم گفت، «بدون عشق تمام عبادت ها تنها یک عادتند، تمام رقصیدن ها تنها یک نرمشند، و تمام موسیقی ها سر و صدایی بیش نیست.
تمام لحظه های تولید این اثر عشق بود، عاشقانه ای که با قلبم لمس کردم و تمام عوامل این آلبوم سر ریز بودن و هستن از عشقی که در هنرشان جاریست.
قطعا بی اشکال نیست اما عصاره وجودم و نتیجه بیش از دو دهه نفس کشیدن در هوای مهر مردم سرزمینم…
این آلبوم را با همه قلبم تقدیم میکنم به لبخند کهنه رفیق همیشه ماندنی علی انصاریان و همه مردم شریف ایران که سالی سخت تر از زهر را گذراندند و کماکان می جنگند برای روزهای بهتر…
سال ۱۳۹۹ سالی بود با طعم تلخ نبودن ها و فقط عشق قادر به شیرین کردن کام این مردم همیشه عاشق است.»
 این آلبوم حاوی ۱۰ قطعه جدید است که در استودیو شخصی او ساخته شد و صاحب امتیاز با رضا صادقی و لیما کنسرت می‌باشد.
 رضا صادقی همچون آلبوم های قبلی خود، قطعه ای بندری را نیز در آلبومش گنجانده است. خاطری موا با ترانه و ملودی رضا صادقی و تنظیم شجاعت شفایی قطعه بندری این آلبوم است.

## عوامل تولید
قطعات هیچی یعنی، خاطری موا، دلخوشی و یادم رفت را رضا صادقی سروده است. بابک بابایی نیز ترانه قطعات حواست بمن باشه، یکیو دوست داشتم و شاید را نوشته است. عشق تویی از سامی شریفی، دهل از سینا پارسیان و دل و دنیا از ترانه های عطا عالمی است.

رضا صادقی، پرستو یاری، بابک بابایی، علی یاسینی، بنیامین عمران و مهدی ابراهیمی نژاد در بخش ملودی این آلبوم نقش داشته اند.
در بخش تنظیم قطعات این آلبوم نیز علاوه بر رضا صادقی نام هایی چون شجاعت شفائی، محمد عباسی، آریا آهنگران، شعیب عرب، بنیامین عمران، فرید ایمانی، مهدی ابراهیمی نژاد و آرمان منور صادق دیده می شود.
شجاعت شفائی، آرش پاکزاد، محمد فلاحی، هیربد حسینی، فرید ایمانی و مهران هوشمندیان، در بخش میکس و مستر این آلبوم حضور داشته اند. 

## ترانه‌ها
' شامل 10  قطعه است